# Лакост, Пьер
Лакост, Пьер (фр. Pierre Lacoste, 23 января 1923 — 13 января 2020) — адмирал ВМФ Франции, французский военный и государственный деятель.

## Биография
Пьер Лакост родился 23 января 1923 года в Париже.
В 1943 году он бежал из оккупированной Франции в Африку, где присоединился к Свободным французским силам.
После окончания Военно-морской школы в Ланвеок-Пульмик стал офицером ВМФ Франции. Хорошо проявил себя в ходе войны в Индокитае (1946—1954).
В 1975 году был назначен адъюнктом министра обороны Ивона Буржа. Год спустя он возглавил Военно-морской военный колледж. В октябре 1978 года он стал главой военной канцелярии премьер — министра Франции Раймона Барра. В сентябре 1980 года он стал Главнокомандующим по Средиземноморью. В 1982 году стал Генеральным директором внешней безопасности.
Пьер Лакост был уволен в 1985 году, Рене Имбот заменил его на этом посту. Умер 13 января 2020 года в Париже.